# Mia Presley
Mia Presley (Los Ángeles, California; 29 de diciembre de 1979) es una actriz pornográfica estadounidense retirada.

## Biografía
Mia Presley, nombre artístico de Nicole Marie Yates, nació en Los Ángeles (California) en diciembre de 1979, en el seno de una familia de ascendencia brasileña y húngara. Trabajó como modelo y bailarina antes de entrar en la industria pornográfica.
Como modelo, ha posado para revistas como Penthouse y Playboy, de la que fue elegida Ciber Girl.
Entró en la industria pornográfica en 2007, a los 28 años de edad. Destacó por sus escenas de sexo lésbico para productoras como Muffia, Penthouse, Bob's Video, FM Concepts, Hustler, Bluebird Films, Evil Angel, Sweetheart Video, New Sensations o Abigail Productions, entre otras.
En 2009 fue nominada en los Premios AVN a la Mejor escena de sexo lésbico, junto a Samantha Ryan, por la película Girls Kissing Girls. Al año siguiente repitió nominación en los AVN a la Mejor escena de trío lésbico por  Supermodel Slumber Party.
Algunas películas de su filmografía son All Alone 3, Girlfriends 2, Ginger Loves Girls, Girls Licking Girls, Lesbian Adventures, Lesbian Truth Or Dare, Molly's Life, Rivals, Twisted Tails o Succubus Of the Rouge.
Se retiró en 2013, con un total de 81 películas.

## Premios y nominaciones
| Año  | Ceremonia   | Resultado | Premio                       | Trabajo                  |
| ---- | ----------- | --------- | ---------------------------- | ------------------------ |
| 2009 | Premios AVN | Nominada  | Mejor escena de sexo lésbico | Girls Kissing Girls      |
| 2010 | Premios AVN | Nominada  | Mejor escena de trío lésbico | Supermodel Slumber Party |